# 弗劳厄瑙
弗劳厄瑙是德国巴伐利亚州的一个市镇。总面积60.13平方公里，总人口2773人，其中男性1352人，女性1421人（2011年12月31日），人口密度46人/平方公里。